# Heather Anderson
Pour les articles homonymes, voir Anderson.
Heather Anderson, née le 31 janvier 1959 à Dundee, est une femme politique britannique, membre du Parti national écossais.
Elle siège au Parlement européen pour quatre jours en janvier 2020, remplaçant Alyn Smith.